# Скорпіон (телесеріал)
«Скорпіон» (англ. Scorpion) — американський драматичний телесеріал, частково заснований на житті й діяльності генія і комп'ютерного експерта Волтера О'Браяна. У серіалі Волтер набирає команду з таких геніїв, як він, які допомагають йому в розв'язанні глобальних проблем. Прем'єра відбулася на CBS 22 вересня 2014 року.
27 жовтня канал продовжив серіал на повний сезон. У березні 2017 року CBS поновили серіал до четвертого сезону, прем'єра якого відбулася 25 вересня 2017 року. 12 травня 2018 року канал закрив серіал після чотирьох сезонів.

## Сюжет
Ексцентричний комп'ютерний геній Волтер О'Браян і його команда обдарованих маргіналів не може нормально жити в суспільстві. До тих пір, поки в один прекрасний день федеральний агент Департаменту внутрішньої безпеки США Кейб Галло не вербує їх, коли виникає серйозна проблема. Незважаючи на те, що у О'Браяна і Галло є невдала історія спільної роботи, він і його друзі погоджуються допомогти вирішити проблему і кінець кінцем стають останньою лінією оборони проти складних високотехнологічних загроз по всьому світу.
Команда геніїв під кодовою назвою «Scorpion» включає в себе Волтера О'Браяна, одного з п'яти найрозумніших людей у світі з IQ 197, і його друзів «людини-калькулятора» Сільвестера Додда, «геніального механіка» Хеппі Квінн і «психолога світового класу» Тобі Кертіса. Також в команду входить Пейдж Дінін, колишня офіціантка, яка допомагає їм спілкуватися з реальний світом, а вони в свою чергу допомагають їй спілкуватися з її обдарованим сином Ральфом.

## У ролях
| Еліес Габель   | Волтер О’Браян, геній з IQ 197, голова «Скорпіона».                           |
| Кетрін МакФі   | Пейдж Дінін, член команди «Скорпіон», мати-одиначка дев'ятирічного Ральфа.    |
| Роберт Патрік  | агент Кейб Галло, куратор «Скорпіона» з Міністерства внутрішньої безпеки США. |
| Едді Кей Томас | доктор Тобіас М. «Тобі» Кертіс, геніальний біхевіорист.                       |
| Джейдін Вонг   | Геппі Квінн, геніальний механік.                                              |
| Ері Стідем     | Сильвестр Додд,«Слай»,геніальний математик                                    |

| Райлі Б. Сміт     | Ральф, син Пейдж.                                      |
| Камілл Гуаті      | Меган О'Браян, сестра Волтера.                         |
| Брендан Гайнс     | Дрю, батько Ральфа і колишній чоловік Пейдж.           |
| Джеймі МакШейн    | Патрік Квінн, біологічний батько Хеппі.                |
| Девід Фабріціо    | Меррік, директор Міністерства внутрішньої безпеки США. |
| Ванесса Лі Честер | секретарка                                             |

## Список епізодів
| №  | #  | Название                                                    | Режиссёр        | Сценарист                               | Дата показа в США | Код серии | Зрители США (миллионы) |
| -- | -- | ----------------------------------------------------------- | --------------- | --------------------------------------- | ----------------- | --------- | ---------------------- |
| 1  | 1  | «Pilot» «Пілотна серія»                                     | Джастін Лін     | Нік Сантора                             | 22 вересня 2014   | 101       | 13,83                  |
| 2  | 2  | «Single Point of Failure» «Точка виведення з ладу»          | Боббі Рот       | Девід Фостер                            | 29 вересня 2014   | 103       | 13,36                  |
| 3  | 3  | «A Cyclone» «Циклон»                                        | Гері Фледер     | Нік Сантора та Ніколас Воттон           | 6 жовтня 2014     | 102       | 11,82                  |
| 4  | 4  | «Plutonium Is Forever» «Плутоній назавжди»                  | Двайт Г. Літтл  | Елізабет Білл                           | 13 жовтня 2014    | 105       | 11,51                  |
| 5  | 5  | «Shorthanded» «Потребує допомоги»                           | Джефф Т. Томас  | Пол Греллонг                            | 20 жовтня 2014    | 104       | 10,75                  |
| 6  | 6  | «True Colors» «Справжні кольори»                            | Двайт Г. Літтл  | Елізабет Білл                           | 27 жовтня 2014    | 106       | 10,39                  |
| 7  | 7  | «Father's Day» «День батька»                                | Мілан Чейлов    | Нік Сантора                             | 3 листопада 2014  | 107       | 10,34                  |
| 8  | 8  | «Risky Business» «Ризикована справа»                        | Метт Ерл Бізлі  | Ніколас Воттон                          | 10 листопада 2014 | 108       | 10,08                  |
| 9  | 9  | «Rogue Element» «Помилковий елемент»                        | Джеррі Левайн   | Пол Греллонг та Кім Роум                | 17 листопада 2014 | 110       | 10,06                  |
| 10 | 10 | «Talismans» «Талісмани»                                     | Сем Гілл        | Алекс Катснельсон                       | 24 листопада 2014 | 109       | 9,28                   |
| 11 | 11 | «Revenge» «Помста»                                          | Мел Демскі      | Елізабет Білл та Девід Фостер           | 8 грудня 2014     | 111       | 10,00                  |
| 12 | 12 | «Dominoes» «Доміно»                                         | Омар Мада       | Роб Перлштейн та Нік Сантора            | 15 грудня 2014    | 112       | 10,07                  |
| 13 | 13 | «Kill Screen» «Вбивчий екран»                               | Джейс Александр | Ніколас Воттон та Пол Греллонг          | 5 січня 2015      | 113       | 12,32                  |
| 14 | 14 | «Charades» «Шаради»                                         | Крістін Мур     | Роб Перлштейн                           | 18 січня 2015     | 115       | 12,29                  |
| 15 | 15 | «Forget Me Nots» «Незабудки»                                | Джанн Тернер    | Алекс Катснельсон та Нік Сантора        | 19 січня 2015     | 114       | 12,08                  |
| 16 | 16 | «Love Boat» «Човен кохання»                                 | Сем Гілл        | Елізабет Білл та Кім Роум               | 9 лютого 2015     | 116       | 11,86                  |
| 17 | 17 | «Going South» «На південь»                                  | Девід Гроссман  | Нік Сантора та Ніколас Воттон           | 23 лютого 2015    | 117       | 10,69                  |
| 18 | 18 | «Once Bitten, Twice Die» «Один раз вкушений, двічі мертвий» | Гай Ферланд     | Девід Дж. Мур                           | 9 березня 2015    | 118       | 10,59                  |
| 19 | 19 | «Young Hearts Spark Fire» «Юні серця іскряться вогнем»      | Мел Демскі      | Пол Греллонг, Джей Бітті та Ден Дворкін | 23 березня 2015   | 119       | 9,70                   |
| 20 | 20 | «Crossroads» «Перехрестя»                                   | Кевін Хукс      | Девід Фостер                            | 30 березня 2015   | 120       | 9,38                   |
| 21 | 21 | «Cliffhanger» «Кліфгенгер»                                  | Сем Гілл        | Нік Сантора та Ніколас Воттон           | 13 квітня 2015    | 121       | 9,53                   |
| 22 | 22 | «Postcards from the Edge» «Листівки з краю»                 | Мілан Чейлов    | Нік Сантора та Ніколас Воттон           | 20 квітня 2015    | 122       | 10,71                  |